# Concerto per pianoforte e orchestra n. 1 (Balakirev)
Il Concerto per pianoforte e orchestra n. 1 in fa diesis minore, Op. 1 fu scritto da Milij Alekseevič Balakirev tra il 1855 ed il 1856.

## Storia della composizione
Il concerto fu composto da Balakirev durante gli studi di matematica presso l'Università di Kazan'. Dopo essersi trasferito a San Pietroburgo senza terminare gli studi, Balakirev debuttò in pubblico come pianista e compositore in occasione di un concerto universitario nel 1856, dove eseguì la parte solista del suo concerto per pianoforte n. 1 con notevole successo. In tale occasione Balakirev impressionò favorevolmente il compositore e critico Aleksandr Serov, che scrisse:

## Struttura della composizione
Il concerto è strutturato in un unico movimento in forma ciclica. 